# Ernest Lamb, 1. Baron Rochester
Ernest Henry Lamb, 1. Baron Rochester CMG (* 4. September 1876; † 13. Januar 1955) war ein britischer Politiker, der unter anderem zwischen 1931 und 1935 Paymaster General war.

## Leben
Lamb war nach seiner schulischen Ausbildung am Dulwich and Wycliffe College in Gloucestershire als Unternehmer im Logistikgewerbe tätig und Vorstandsvorsitzender von Foster’s Parcels and Goods Express Ltd. Sein politisches Engagement begann er in der Kommunalpolitik als Mitglied des Stadtrates von London, dem er bis 1931 angehörte. Daneben war er stellvertretender Alderman des Candlewick Ward sowie Lieutenant der City of London. 
Am 12. Januar 1906 wurde er erstmals Abgeordneter des House of Commons und vertrat dort bis zum 14. Dezember 1918 den Wahlkreis Rochester. Lamb, der 1907 Friedensrichter (Justice of the Peace) von Surrey wurde, wurde am 9. November 1907 Companion des Order of St. Michael and St. George (CMG).
Während seiner Mitglied im Stadtrat von London war er zeitweise Vorsitzender des Polizeiausschusses, des Schulausschusses sowie des Wohlfahrtsausschusses. Außerdem war er Mitglied der Port of London Authority, der für die Verwaltung des Londoner Hafens zuständigen Verwaltungsbehörde, sowie des Zentralen Wasserbeirates des Ministeriums für Wohnungsbau und Lokalverwaltung.
Durch ein Letters Patent vom 23. Januar 1931 wurde Lamb als 1. Baron Rochester, of Rochester in the County of Kent in den erblichen Adelsstand erhoben und gehörte fortan dem House of Lords als Mitglied an.
Am 25. August 1931 wurde er von Premierminister Ramsay MacDonald als Generalzahlmeister (Paymaster General) in die National Government berufen und gehörte dieser bis zum 7. Juni 1935 an. Gleichzeitig war er Sprecher des Arbeitsministeriums im Oberhaus.
Aus seiner am 31. Dezember 1913 mit Rosa Dorothea Hurst geschlossenen Ehe gingen sieben Kinder hervor, darunter Foster Charles Lowry Lamb, der nach seinem Tod Nachfolger als 2. Baron Rochester wurde.